# 夏因-达尔加诺序列

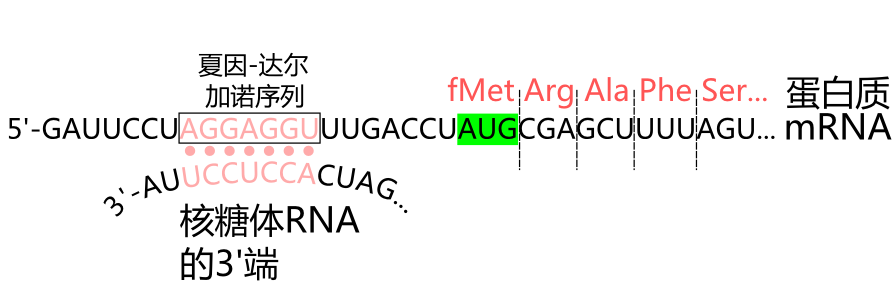
夏因-达尔加诺序列，位于信使RNA的起始密码子

夏因-达尔加诺序列（英語：Shine-Dalgarno sequence，常简称为SD序列）是由澳大利亚科学家约翰·夏因与琳·达尔加诺所提出的一个存在于信使RNA上的核糖体结合位点，通常位于起始密码子AUG的上游的八个碱基对处。夏因-达尔加诺序列除了存在于原核生物中，還有一些古菌也有這樣的序列。六个碱基的共有序列是AGGAGG；例如，在大肠杆菌中，这个序列为AGGAGGU。该序列帮助动员核糖体结合到信使RNA上并将其校准到起始密码子上以启动蛋白质生物合成。该序列的互补序列（CCUCCU）被称为反夏因-达尔加诺序列，它位于核糖体中16S 核糖体RNA的3'端：以大肠杆菌为例，反夏因-达尔加诺序列位于其16S核糖体RNA的第1534～1540号核苷酸左右处。真核生物中与夏因-达尔加诺序列相等价的序列被称为科扎克共有序列。

## 行使调控作用
位于夏因-达尔加诺序列的突变可能会导致翻译作用的减弱。这个减弱是由于信使RNA与核糖体之间的互补配对作用的减弱所导致的，已被证明的是：位于反夏因-达尔加诺序列的互补突变可以恢复翻译。夏因-达尔加诺序列与起始密码子之间的距离变动以及起始密码子上下游序列对其的影响也可能成为翻译减弱的原因。这使得夏因-达尔加诺序列可作为一个基因表达调控元件：具有较弱夏因-达尔加诺序列的信使RNA（互补配对不太完美）的翻译效率很低，表达的就少；而生物需要表达较多的那些信使RNA，它的夏因-达尔加诺序列总是较强（互补配对比较完美）。

## 引导翻译起始
当夏因-达尔加诺序列与反夏因-达尔加诺序列配对时，翻译起始因子：IF2-三磷酸鸟苷、IF1和IF3，连同起始子转移RNA——N-甲酰甲硫氨酸-转移RNA（fmet）都被动员到核糖体上，以完成翻译起始阶段。之后，就需要将夏因-达尔加诺序列隔离起来，其原因有二：第一，核糖体必须释放信使RNA的5'尾部以便向前（3'端）移动，否则会拖着5'尾部一起移动；第二，在核糖体与给定信使RNA的翻译过程中必须阻止新一轮夏因-达尔加诺序列介导的启动信号触发行为。

## 革兰氏阴性菌中的核糖体S1蛋白
在革兰氏阴性菌中，夏因-达尔加诺序列的存在对于核糖体在起始密码子上的定位来说并不是必须的。许多原核生物信使RNA完全没有夏因-达尔加诺序列。对这些信使RNA而言，核糖体蛋白S1可以启动翻译，这种蛋白存在于许多原核生物信使RNA的起始密码子上游15～30 nt的位置并结合到富含碱基A和U的序列上。